# Minóg japoński
Minóg japoński, minog japoński, minóg (minog) wschodni (Lethenteron camtschaticum) – azjatycki gatunek pasożytniczego bezżuchwowca z rodziny minogowatych (Petromyzontidae). 

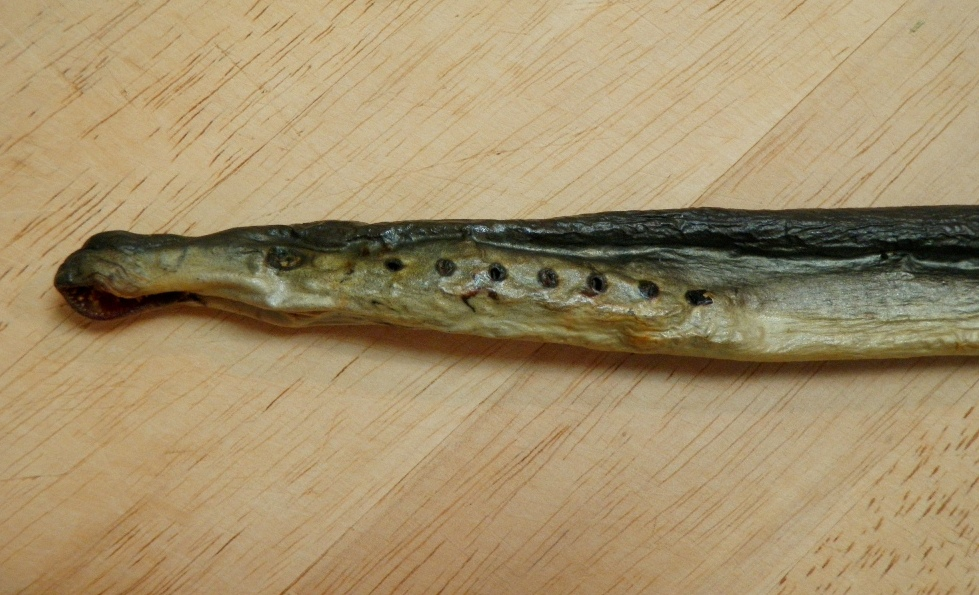
Suszony minóg japoński kupiony na tokijskim targu rybnym

Jest gatunkiem wędrownym o lokalnym znaczeniu gospodarczym. Występuje w północno-wschodniej części Oceanu Spokojnego oraz w morzach syberyjskich. 
Osiąga 63 cm długości ciała i masę 0,2 kg (0,3 kg). Samica składa od 80 tys. do 107 tys. bardzo drobnych jajeczek ikry. 
Jego śluz jest uważany za trujący. Przed spożyciem zalecane jest nasolenie skóry, a następnie jej staranne umycie.